# Milena Harito
Milena Harito, née le 4 octobre 1966 à Tirana, est une femme politique albanaise membre du Parti socialiste d'Albanie (PSSh).
Elle est ministre de l'Innovation et de l'Administration publique entre septembre 2013 et septembre 2017. Elle représente actuellement l'Albanie dans la construction d'un espace économique régional pour six pays des Balkans occidentaux.

## Biographie

### Jeunesse et formation
Diplômée en 1989 en informatique  de l'université de Tirana, elle devient ingénieur de recherche. Elle quitte l'Albanie pour la France en 1991 ou elle passe avec succès un diplôme d'études supérieures spécialisées en communication et technologies de l'information en 1993 à l'université Pierre-et-Marie-Curie. Quatre ans plus tard, elle obtient un doctorat dans le même domaine auprès du même établissement français.

### Carrière
Après ses études, Milena Harito intègre le Centre national d'études des télécommunications (CNET), puis différents postes à Orange en France jusqu'en 2012.

### Engagement politique et réformes
Elle s'engage en politique en Albanie en 2012 et prépare le programme électoral de l'opposition dans le domaine numérique. À la suite des élections législatives du 23 juin 2013, remportées par le centre-gauche, elle est élue députée à l'Assemblé puis est nommée le 15 septembre ministre de l'Innovation et de l'Administration publique dans le gouvernement du Premier ministre socialiste Edi Rama.
Elle mène alors plusieurs réformes, comme celle du recrutement et de la carrière des fonctionnaires, une des conditions du processus d'intégration à l'Union européenne (UE). Un jumelage avec l'École nationale d'administration (ENA) a contribué a renforcer l'Académie albanaise de l'administration publique (ASPA).
Elle fait adopter en 2016 une loi qui transforme les processus et les standards des services publics par un recours accru aux outils numériques. Cette réforme innovante a fait l'objet de publications internationales. Elle a également mené le passage à la TNT, le passage de la technologie 3G à la 4G pour les opérateurs mobiles et crée des mécanismes de support aux start-up avec l’aide du gouvernement italien 

### Suite des activités et engagement européen
En février 2019 Milena Harito revient dans le secteur privé en France. Elle est nommée sherpa du PDG d'Orange Stéphane Richard pour son rôle de Président du Conseil d'Administration de la GSMA, association mondiale des opérateurs de télécommunications mobile. Elle contribue à l'engagement "Net Zero 2050" de l'industrie mobile à la GSMA.
Milena Harito a toujours eu un engagement européen fort. Elle est membre du Conseil de l'association WIL - European Women in Leadership. Elle a publié plusieurs articles sur l'Europe et la souveraineté numérique.

### Vie privée
Milena Harito est mariée à Isidor Shteto et a deux enfants Anna et Gregory.

## Décorations
- Chevalier de l'ordre national du Mérite en France (2017)[9].